# Emil Chodura
Emil Chodura (ur. 26 marca 1884 w Karwinie, zm. 6 października 1964 w Cieszynie) – polski pedagog, kostiumograf, działacz patriotyczny i oświatowy, twórca i kierownik kostiumerii przy Macierzy Szkolnej Ziemi Cieszyńskiej, członek zarządu głównego tej organizacji oraz zarządu Towarzystwa Śpiewaczego.

## Życiorys
W czasie studiów należał do Tajnej Organizacji „Jedność”, której celem było krzewienie ducha narodowego i zaznajamianie przyszłych nauczycieli z historią Polski i polską literaturą. Nauczał w szkołach Księstwa Cieszyńskiego oraz w Cieszynie. Działał w środowisku polskim, m.in. w Polskim Towarzystwie Pedagogicznym na Śląsku Cieszyńskim. Był członkiem Zarządu Towarzystwa Śpiewaczego w Cieszynie i Zarządu Głównego Macierzy Szkolnej, a także redaktorem i współtwórcą Miesięcznika Pedagogicznego.
W latach dwudziestych podjął się stworzenia i prowadzenia kostiumerii dla amatorskiego ruchu teatralnego. Mimo braku lokalu, pomocy oraz funduszów powstała wypożyczalnia kostiumów i rekwizytów teatralnych, która rozrosła się do znacznych rozmiarów. Dzięki jego pracy i poświęceniu stała się bazą dla wszystkich zespołów teatralnych Macierzy Szkolnej powiatów cieszyńskiego i bielskiego oraz sąsiednich i Zaolzia.
Emil Chodura drugą wojnę przetrwał poza Cieszynem. Do miasta powrócił w maju 1945 r. i przystąpił do pracy w Macierzy Szkolnej. Z dawnej kostiumerii prawie nic nie pozostało, podjął się zatem rewindykacji i kompletowania zbiorów. Wykorzystując dawne doświadczenia stworzył placówkę, która w powojennym życiu kulturalno-oświatowym odgrywała rolę bodaj jeszcze ważniejszą niż dawniej. Stworzona przed laty wielkim wysiłkiem „kostiumeria” Emila Chodury mieści się w Domu Macierzy Ziemi Cieszyńskiej przy ulicy Stalmacha 14.
Zarząd Główny Macierzy Ziemi Cieszyńskiej za wieloletnią, ofiarną pracę przyznał Emilowi Chodurze Honorowe Członkostwo Macierzy.
Emil Chodura zmarł 6 października 1964 r. w Cieszynie. Pochowany na Cmentarzu Centralnym przy ul. Katowickiej (sektor XIII-D-4).

## Ordery i odznaczenia
- Krzyż Oficerski Orderu Odrodzenia Polski
- Srebrny Krzyż Zasługi (9 listopada 1932)[3]